# Sabaudia (województwo lubelskie)
Sabaudia – wieś w Polsce, położona w województwie lubelskim, w powiecie tomaszowskim, w gminie Tomaszów Lubelski.
W latach 1975–1998 wieś administracyjnie należała do województwa zamojskiego.
W Sabaudii znajduje się Zespół Szkół Publicznych imienia Ordynacji Zamoyskiej, które to imię zostało nadane 17 maja 2007 roku.
Wieś jest sołectwem w gminie Tomaszów Lubelski. Według Narodowego Spisu Powszechnego z roku 2011 wieś liczyła 550 mieszkańców.
Wierni Kościoła rzymskokatolickiego należą do parafii Zwiastowania Najświętszej Maryi Panny w Tomaszowie Lubelskim.

## Części wsi
| SIMC    | Nazwa      | Rodzaj    |
| ------- | ---------- | --------- |
| 0902582 | Pardasówka | część wsi |
| 0902599 | Sabaudy    | część wsi |

## Historia
Sabaudya (Sabaudia) w wieku XIX – kolonia w powiecie tomaszowskim, gminie i parafii Tomaszów, położona tuż pod Tomaszowem.
Założona została w 1840 roku przez osadników niemieckich na wykarczowanych gruntach ordynacji Zamojskiej. Około roku 1889 posiadała 17 domów i 187 mieszkańców z gruntem 290 mórg ziemi ornej i 80 morgami lasu. Według noty słownika był tu: „Grunt górzysty, ziemia popielatka. Ludność pracowita i porządna”.

## Osoby związane z Sabaudią
- Jan Kędra – dowódca oddziału partyzanckiego Batalionów Chłopskich